# 47-мм противотанковая пушка Пюто образца 1937 года
47-мм противотанковая пушка Пюто образца 1937 года (Canon antichar de 47 mm modèle 1937) — французское противотанковое орудие, разработанное арсеналом «l’Atelier de Puteaux». Является лучшей французской противотанковой пушкой периода Второй мировой войны.

## История создания
Орудие было разработано в исключительной спешке, после того, как французской разведке стали известны сведения о толщине брони немецкого танка PzKpfw IV.
Серийное производство началось в 1939 году. Орудия поступали на вооружение моторизованных противотанковых батарей, их транспортировку должны были осуществлять полугусеничные тягачи фирмы «Somua», но также использовалась конная тяга.
В 1940 году для 47-мм противотанковой пушки SA Mle 1937 разработали трёхстанинный лафет, обеспечивающий круговое вращение. Конструктивной особенностью лафета являлись поворотные дисковые колёса с дисками из броневой стали (в боевом положении они разворачивались вперёд и увеличивали прикрытие расчёта).
Эта сложная конструкция напоминала схему послевоенной советской гаубицы Д-30 и намного опережала своё время. В то же время это приводило к недостаточной мобильности артиллерийской системы, что было критичным для ПТ орудия. Конструкция орудия, хоть и дававшая ему некоторые преимущества, получилась излишне переусложнённой, что стало основным препятствием в массовом производстве SA Mle 1937.

## Описание конструкции

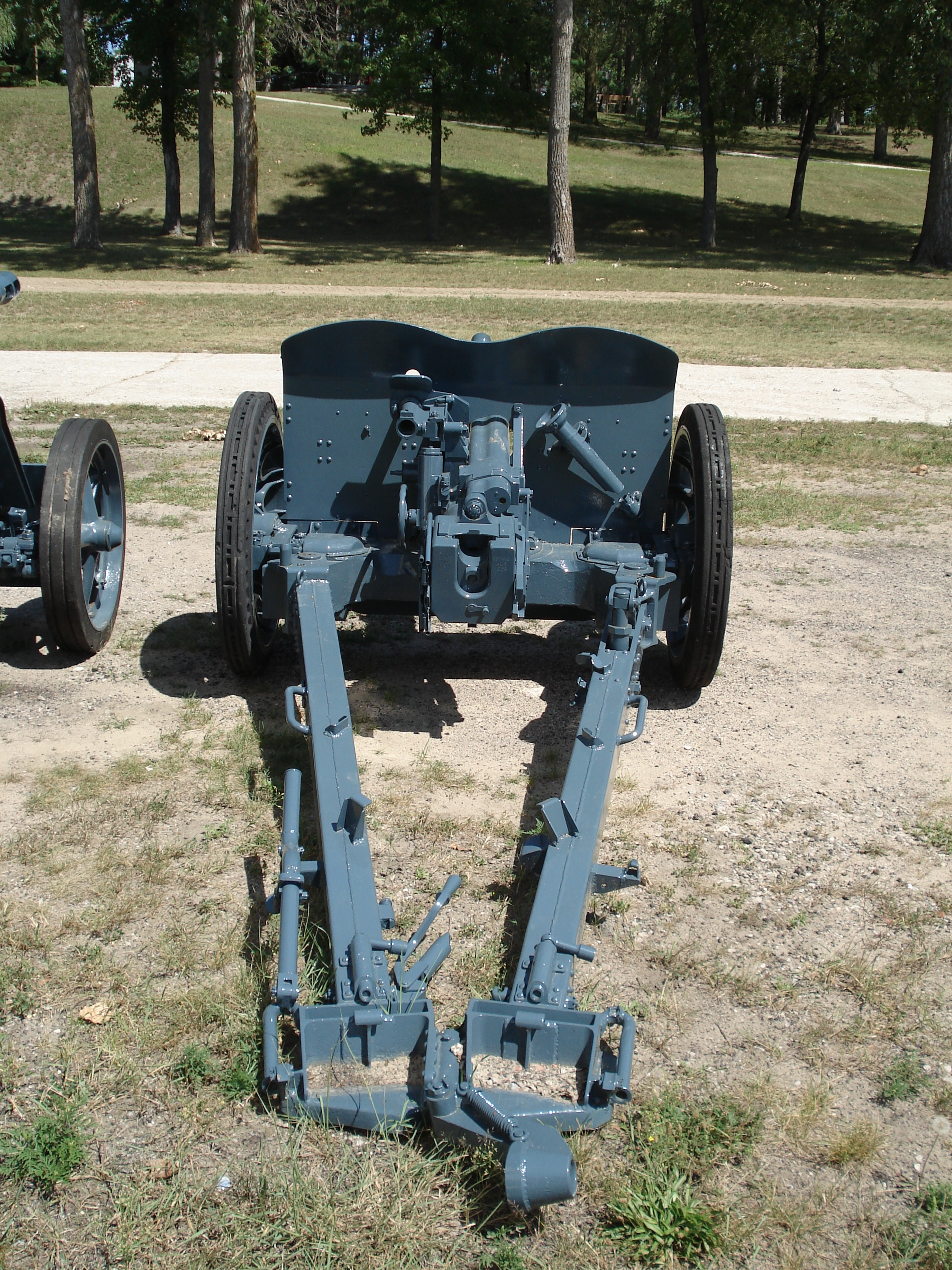

Получилось грозное противотанковое оружие, стрелявшее 1,725-кг бронебойным снарядом со скоростью 855 м/с и поражавшее 70-мм броню на 800 м, разумно скомпонованное изделие с низко сидящим стволом и раздвижными станинами обеспечивавшими 68° горизонтальной наводки, при этом весившее 1070 кг.
Однако, как происходило со многими французскими вооружениями в тот период, выпуск шёл низкими темпами, так что, когда немецкая армия в мае 1940 года обрушилась на Францию, защитники располагали лишь 1120 такими орудиями.

### Боеприпасы и баллистические данные
Выстрел 47×380R мм
- Масса бронебойного снаряда (обозначение Mle 1936, тип англ. APCBC), кг = 1,725
- Масса осколочного снаряда (обозначение Mle 1932), кг = 1,410
- Начальная скорость снаряда, м/с = 855

Эффективная дальность стрельбы, м = 2000
Характеристики бронепробиваемости:
немецким подкалиберным снарядом* при угле встречи 90°: 106 мм со 100 м, 89 мм с 500 м, 72 мм с 1000 м, 57 мм с 1500 м.
французским бронебойным снарядом при угле встречи 60°: 57 мм со 100 м, 50 мм с 500 м, 42 мм с 1000 м, 36 мм с 1500 м.
*таких снарядов было выпущено небольшое количество в конце 1941 — начале 1942 гг.

## Страны-эксплуатанты
- Франция — первые орудия поступили на вооружение французской армии в 1938 году[1]
- нацистская Германия — первые трофейные орудия оказались в распоряжении вермахта в ходе французской кампании 1940 года, основная часть орудий — после капитуляции Франции — 823 штуки. Использовались под наименованием 4.7 cm Pak 181(f). Небольшое количество орудий использовалось на Восточном фронте в 1941 — 42 гг. Большая же часть поступила на вооружение соединений на второстепенных участках фронта, в основном во Франции, Бельгии и Голландии, где они вступили в бой с западными союзниками летом 1944.[1]

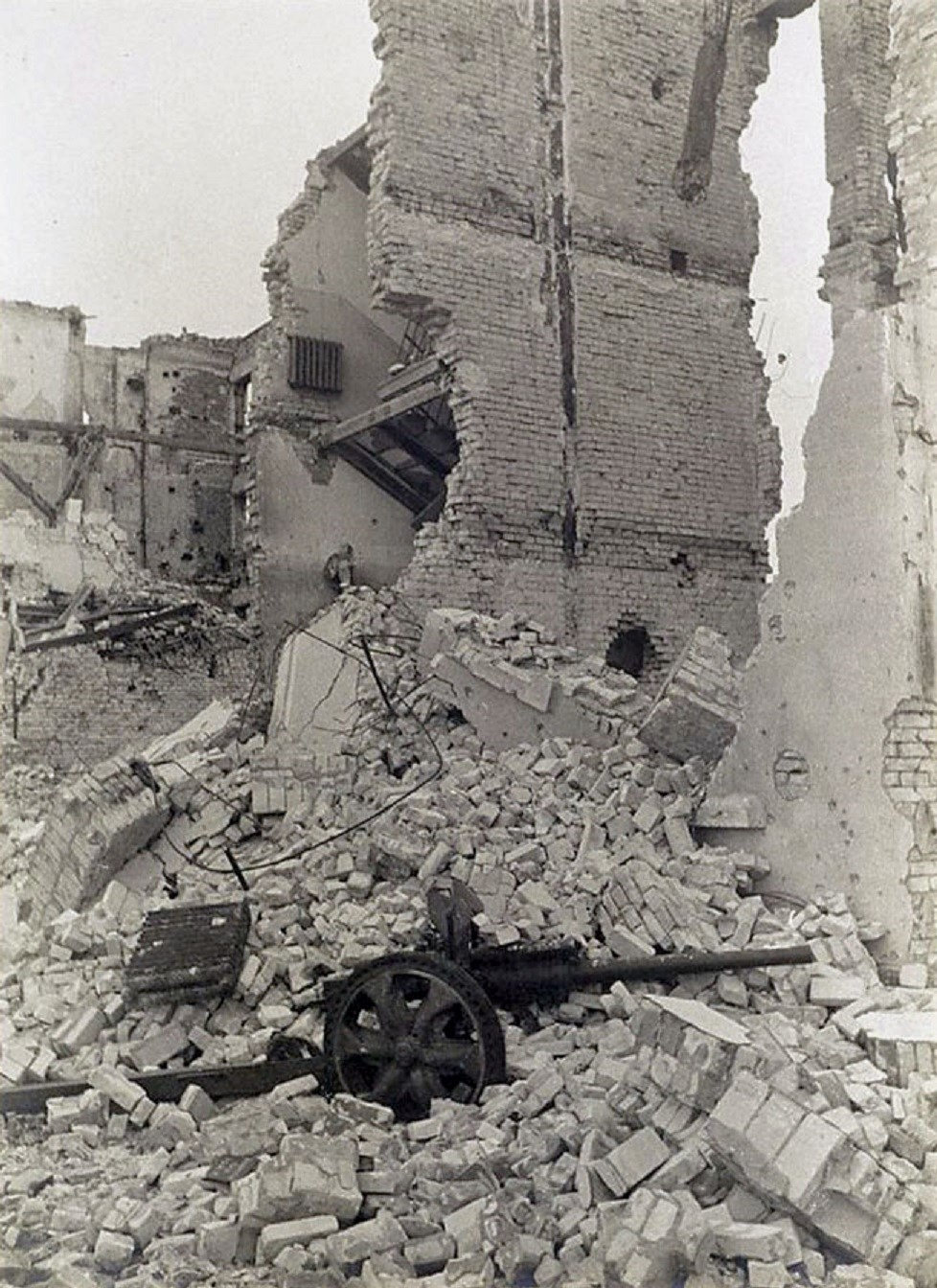
Разбитое орудие в Сталинграде на северной окраине города.

## Оценка проекта
Она стала первым противотанковым орудием, которое выводило подобное вооружение за рамки категории «толкают двое», превращая его в настоящее — в буквальном смысле тяжёлое — артиллерийское орудие, каковым и стали в дальнейшем все противотанковые пушки.